# Powiat Balatonföldvár
Powiat Balatonföldvár (węg. Balatonföldvári kistérség) – jeden z jedenastu powiatów komitatu Somogy na Węgrzech. Jego powierzchnia wynosi 254,63 km². W 2007 liczył 11 803 mieszkańców (gęstość zaludnienia 46 os./1 km²). Siedzibą władz jest miasto Balatonföldvár.

## Miejscowości powiatu Balatonföldvár
- Balatonföldvár
- Balatonőszöd
- Balatonszárszó
- Balatonszemes
- Bálványos
- Kereki
- Kőröshegy
- Kötcse
- Nagycsepely
- Pusztaszemes
- Szántód
- Szólád
- Teleki